# موسو
موسو (بالإيطالية:  Mosso)‏ هي بلدية في مقاطعة بييلا في إقليم بييمونتي في إيطاليا.

## السكان
في سنة 1861 بلغ عدد السكان 2٬141 نسمة، وتطور العدد ليصل في سنة 2011 لـ 1٬643 نسمة.
يظهر هذا المخطط البياني تطور النمو السكاني لـ موسو